# لین‌وود-پرایس‌دیل (پنسیلوانیا)
لین‌وود-پرایس‌دیل (به انگلیسی: Lynnwood-Pricedale) یک منطقهٔ مسکونی در ایالات متحده آمریکا است که در پنسیلوانیا واقع شده‌است. لین‌وود-پرایس‌دیل ۲٬۰۳۱ نفر جمعیت دارد.